# San Felipe Oriente
San Felipe Oriente är en ort i Mexiko.   Den ligger i kommunen José María Morelos och delstaten Quintana Roo, i den östra delen av landet, 1 100 km öster om huvudstaden Mexico City. San Felipe Oriente ligger 24 meter över havet och antalet invånare är 207.
Terrängen runt San Felipe Oriente är mycket platt. Runt San Felipe Oriente är det mycket glesbefolkat, med 5 invånare per kvadratkilometer. Närmaste större samhälle är Saban, 11,2 km nordost om San Felipe Oriente. I omgivningarna runt San Felipe Oriente växer i huvudsak städsegrön lövskog.